# Jean Médecin
Pour les articles homonymes, voir Médecin (homonymie).

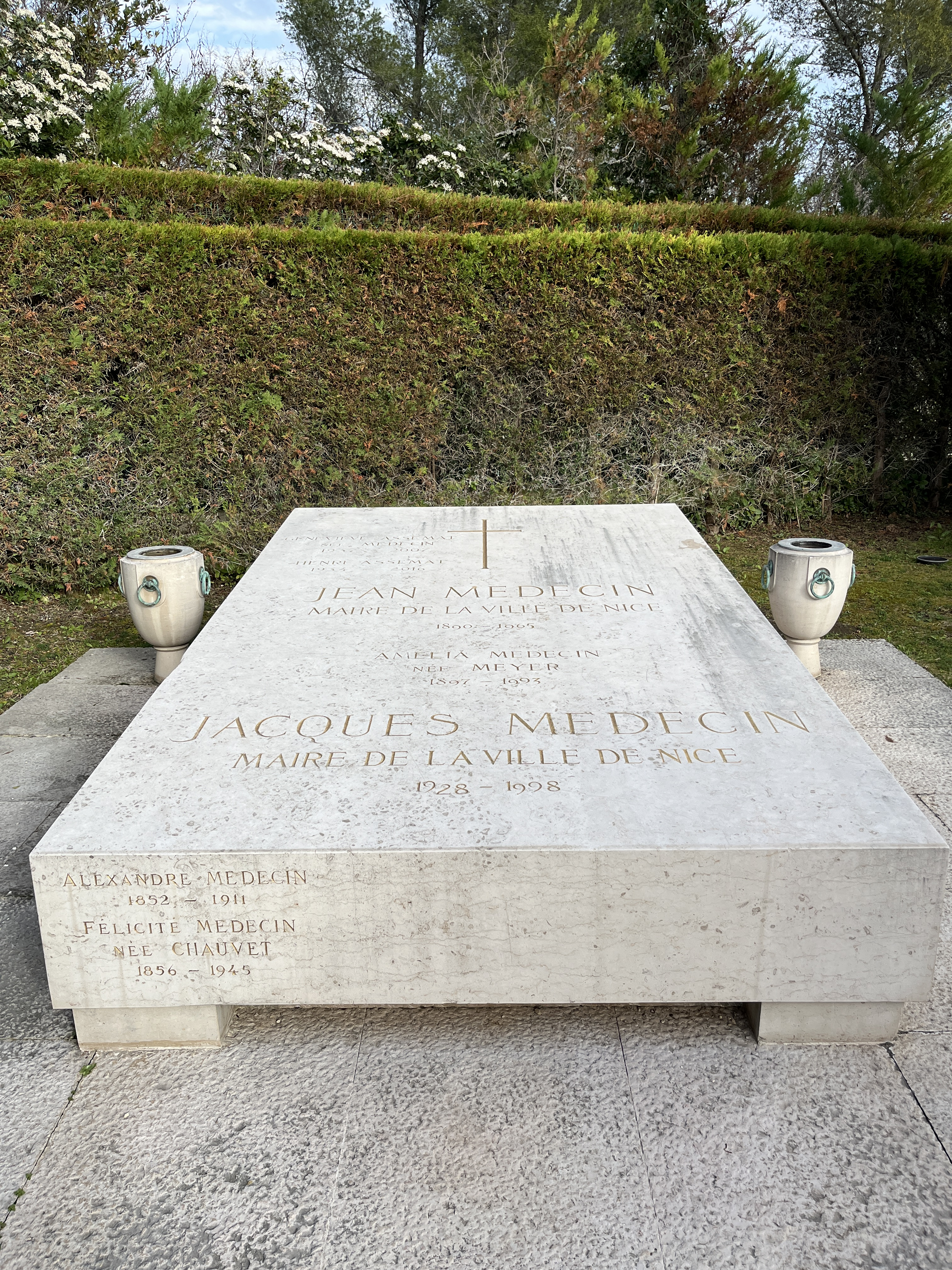
Sépulture de Jean Médecin au cimetière de Gairaut à Nice.

Jean Médecin, né le 2 décembre 1890 à Nice (Alpes-Maritimes) et mort le 18 décembre 1965 à Nice (Alpes-Maritimes), est un avocat et homme politique français. Il est maire de Nice durant 32 ans, de 1928 à 1943 et de 1947 à 1965. Il est également président du conseil général des Alpes-Maritimes de 1951 à 1961, ainsi que secrétaire d'État chargé des relations avec le Parlement dans le gouvernement Edgar Faure II de mars 1955 à janvier 1956. Son fils Jacques Médecin lui succède à la mairie de Nice.

## Biographie

### Ascendance, études et carrière professionnelle
Issu d'une ancienne famille de notables niçois, Jean Médecin est le fils d'Alexandre Médecin, conseiller général. Il naît à Nice, le 2 décembre 1890, au 24 de l'avenue Saint-Jean-Baptiste.
Après des études secondaires à Aix-en-Provence puis des études de droit à Paris, il effectue son service militaire au 173e régiment d'infanterie à Corte, au cours duquel il est appelé à combattre durant la Première Guerre mondiale. En 1914, il est nommé caporal, puis capitaine en 1916. Pendant la bataille de Verdun, à la tête de sa compagnie, il s'illustre dans la défense de la cote 304, l'une des positions tenues par l'armée française. Cela lui vaut d'être décoré de la croix de chevalier de la Légion d'honneur, à la demande de Joffre. Il reçoit quatre citations, et est également décoré de la Croix de guerre.
De retour à Nice en 1919, il exerce brièvement la profession d'avocat avant d'entrer en politique. 

### Sous la Troisième République
En 1919, il est élu conseiller municipal de Nice et, en 1928, maire de Nice, où il acquiert une véritable notoriété qui lui permettra de régner en maître sur la ville durant 37 ans. Il est élu conseiller général du canton de Sospel en 1931.
Lors des élections législatives de mai 1932, il se présente dans la première circonscription de Nice (moitié ouest de Nice) et est élu très facilement député dès le premier tour avec 11 875 voix (86,81 %), loin devant le candidat communiste Jules Defaut (1 092 voix soit 7,98 %), sur un total de 14 198 votants,,. Durant la XVe législature de la Troisième République (1932-1936), il siège dans le groupe des Indépendants de gauche. 
Il est réélu dès le premier tour lors des élections législatives de 1936, toujours dans la première circonscription de Nice, avec 10 837 voix (60,8 %), loin devant le communiste Albert Robini (4 430 voix soit 24,8 %). Il montre à cette époque un fort anticommunisme et appelle à une plus grande stabilité gouvernementale et à un droit de dissolution plus facile à exercer. Il est absent lors du vote de l'investiture en faveur du gouvernement du Front populaire conduit par Léon Blum le 6 juin 1936,,. Se rapprochant de Jacques Doriot, il est présent lors du « Rendez-vous de Saint-Denis » en juin 1936 qui donne naissance au Parti populaire français. L'implantation du PPF dans les Alpes-Maritimes se fait sous son égide, il incite ses proches à rejoindre le parti, même si lui-même n'y adhère pas. Il prend néanmoins ses distances avec le PPF dès septembre ou octobre 1936,. Ce très court rapprochement semble être lié à la peur engendrée par la victoire du Front populaire, la poussée du Parti communiste et les grandes grèves de 1936 qui avaient déstabilisé la droite et le camp modéré auquel il appartenait. Une fois rassuré sur la situation du pays, il s'était éloigné du PPF. Il vote la confiance le 17 mars 1938 envers le gouvernement Léon Blum II.
Se présentant sous l'étiquette « radical indépendant », il arrive en tête des élections sénatoriales d'octobre 1938 dans les Alpes-Maritimes avec 363 voix sur 481 suffrages exprimés, et devient l'un des deux sénateurs des Alpes-Maritimes. Il entre en fonction en janvier 1939 et siège parmi les non-inscrits,.

### Seconde Guerre mondiale
En tant que sénateur, il vote en juillet 1940 les pleins pouvoirs constituants au maréchal Pétain. En 1942, à la suite de l'occupation de Nice par les Italiens, il est destitué en 1943. Il fuit alors à Avignon et à Annot, mais est arrêté en 1944 par la Milice et est incarcéré à Nice, puis à Belfort d'où il s'évade la même année.

### Sous la Quatrième République
De retour à Nice après la Seconde Guerre mondiale, il est accusé de collaboration avec le régime de Vichy. Le 14 mars 1945, le jury d'honneur du comité départemental de libération lève son inéligibilité. Préférant faire son retour en politique aux élections cantonales de 1945 afin de mieux préparer l'élection municipale de 1947, il ne se présente pas à celle de 1945 , ce qui ne l'empêche pas d'y recueillir 15 149 voix. Petit à petit, il reconquiert tous ses mandats : conseiller général du 4e canton de Nice (qui correspond au territoire de son ancienne première circonscription de Nice) et député des Alpes-Maritimes en 1945 et enfin, il retrouve son siège de maire de Nice en 1947. Lors des élections constituantes d'octobre 1945, il prend la tête d'une liste dite d'« union républicaine » qui recueille 18,68 % des voix et arrive en deuxième position derrière la liste du PCF de Virgile Barel (37,84 %, trois élus) et devant la liste SFIO d'Alex Roubert (17,68 %, 1 élu). Il est le seul élu de sa liste, et décide de siéger dans le groupe des Républicains indépendants. Quelques mois plus tard, aux élections constituantes de juin 1946, avec 42,42 % des voix, sa liste arrive en tête, dépassant celle du PCF (37,82 %) de Virgile Barel et de la SFIO d'Alex Roubert (19,76 %), et obtient deux élus : il est élu avec le radical Émile Hugues. Il rejoint alors le groupe de l'Union démocratique et socialiste de la Résistance (UDSR) dont le parti vient d'être créé.
Lors des premières élections législatives de la IVe République, en novembre 1946, le score de sa liste baisse légèrement par rapport à juin (40,47 %) et ne devance que très faiblement la liste PCF de Virgile Barel (39,17 %),. Mais la baisse du niveau de la liste socialiste d'Alex Roubert (13,27 %) fait perdre à celui-ci son siège de député qui est récupéré par Philippe Olmi en troisième position sur la liste de Jean Médecin. Durant la Ire législature de la Quatrième République, il siège à nouveau dans le groupe de l'UDSR. Il quitte ce groupe peu avant la fin de la législature afin de rejoindre le groupe Républicain radical et radical-socialiste (RRRS) en compagnie de deux autres députés de l'UDSR Maurice Viollette et Albert Forcinal,. Lors des élections législatives de 1951, il mène dans les Alpes-Maritimes une liste du Rassemblement républicain, son parti politique local, qui est investie par le Rassemblement des gauches républicaines (RGR), le Parti républicain, radical et radical-socialiste (PRRRS) et le CNIP, et qui recueille 34,70 % des voix et trois sièges sur les cinq du département,. À l'issue de ces élections, il s'apparente au groupe radical,, après avoir, d'après son collègue député Pierre de Léotard, cherché à créer avec ce dernier et Gérard de Montjou un groupe RGR autonome ou un groupe radical indépendant.
Le 17 octobre 1951, il est élu président du conseil général des Alpes-Maritimes avec 25 voix sur 31, succédant au socialiste André Botton qui ne se représentait pas. 
En 1953, il est candidat radical à l'élection présidentielle du quatrième au septième tour et obtient un maximum de 22,31 % au cinquième tour.
Le 21 mars 1955, il est nommé président du Conseil supérieur de la fonction publique. De mars 1955 à janvier 1956, il est désigné par Edgar Faure secrétaire d'État à la présidence du Conseil, chargé des rapports avec le Parlement, dans le gouvernement Edgar Faure II.

### Sous la Cinquième République
En 1961, il laisse son mandat de conseiller général à son fils, Jacques Médecin. Celui-ci lui succède à la mairie de Nice à sa mort. Le 17 juin 1961, Francis Palmero prend sa suite à la présidence du conseil général des Alpes-Maritimes.
Lors de l'élection présidentielle de 1965, farouchement opposé à Charles de Gaulle, il soutient Jean Lecanuet au premier tour et même François Mitterrand au second.

### Réalisations à la tête de la ville et du département
Il réalise de grands chantiers dans la ville comme le grand réaménagement de la promenade des Anglais, le commencement de la voie rapide, la couverture et la protection du Paillon, l'édification du Palais des expositions, de l'École hôtelière (située alors rue Louis de Copet et aujourd'hui disparue), de l'aéroport, du Centre universitaire méditerranéen, des Instituts supérieurs de droit et de lettres, du Conservatoire de musique à la villa Paradiso, des musées du palais Lascaris, de la villa des Arènes, des Ponchettes…

## Orientation politique
Politiquement républicain, démocrate, indépendant et modéré, il siège dans le groupe des Indépendants de gauche, qui sous la Troisième République, sont un groupe de centre-droit, puis crée localement son propre Rassemblement des indépendants. Il n'y a qu'en 1936, qu'à la suite du succès du Front populaire, il rejoindra très brièvement le Parti populaire français. Après la Seconde Guerre mondiale, il rejoint l'Union démocratique et socialiste de la Résistance (UDSR) de Pleven et Mitterrand, puis les Radicaux indépendants, composante droitière du Rassemblement des gauches républicaines (centre droit), et s'oppose au gaullisme, y préférant même la gauche la plus radicale comme le PCF. Il se montre globalement distant vis-à-vis des partis politiques nationaux, comme en témoigne ses apparentements aux différents groupes parlementaires. 
En décembre 1953, le journaliste du Monde Jacques Fauvet décrit ainsi son positionnement politique : « M. Médecin est un homme du centre modéré de tendance radicale ou radical de tendance modérée. Faisant référence à Jean Médecin et à son positionnement politique, le journaliste André Passeron dans Le Monde écrit en 1973 : « Dans les Alpes-Maritimes (…) une sorte de "centrisme" s'était créé avant la lettre, fait d'un mélange subtil de radicalisme, de libéralisme, de traditionalisme bien en harmonie avec la modération et la douceur de vivre. »
L'universitaire Jacques Basso décrit son engagement politique comme un « radicalisme teinté de christianisme personnalisé ». Selon lui, « l'idéologie est relativement absente » de son action politique, « ou très fortement atténuée », au profit du « notabilisme » et de la « défense des intérêts locaux et nationaux ». Il le décrit également comme un « républicain sincère » et « parlementariste », « teinté de gauche ». D'après Jacques Basso et Olivier Vernier, Jean Médecin se définissait souvent comme « un républicain libéral, modéré, mais soucieux d'ordre ». Pour eux, son orientation politique a évolué au cours de sa vie : tenté par la « droite populaire » voire « populiste » sous la IIIe République, il aurait plutôt été attiré par la gauche modérée sous les IVe et Ve Républiques.

## Mort
Jean Médecin est inhumé dans le caveau familial du cimetière de Gairaut dans le nord de Nice. Les cendres de son fils Jacques l'y rejoignent.

## Hommages
Aujourd'hui, une grande avenue de Nice — l'ancienne avenue de la Victoire — porte le nom d'avenue Jean-Médecin ; les plaques de rue bilingues indiquant en nissart : Avenguda Jouan Médecin, consòu (« consul » donc comme avant 1848 et non syndic) de Nissa.
Jean Médecin était parfois surnommé « le roi Jean » ou bien encore « Jan de Nissa ».
Une résidence universitaire gérée par le CROUS a été inaugurée à l'ouest de Nice en son honneur et porte encore aujourd'hui son nom.

## Décoration
- Commandeur de l'ordre du Mérite touristique, de droit en tant que président du conseil d'administration du centre national du tourisme et donc membre de droit du conseil de l'ordre du mérite touristique (1949)[33]

## Mandats
- 1925-1928 : conseiller municipal de Nice
- 1928-1943 : maire de Nice
- 1931-1944 : conseiller général du canton de Sospel
- 1932-1939 : député des Alpes-Maritimes
- 1939-1944 : sénateur des Alpes-Maritimes
- 1945-1961 : conseiller général du 4e canton de Nice
- 1945-1962 : député des Alpes-Maritimes
- 1947-1965 : maire de Nice
- 1951-1961 : président du Conseil général des Alpes-Maritimes